# سلمان ممتاز
سلمان ممتاز (انگلیسی: Salman Mumtaz; ۲۰ مهٔ ۱۸۸۴ – ۶ سپتامبر ۱۹۴۱) دانشمند در زمینه علوم ادبی اهل امپراتوری روسیه بود.